# تاتیانا دبین
تاتیانا دبین (به انگلیسی: Tatiana Debien،  زادهٔ ۳۰ ژانویهٔ ۱۹۹۱) یک کشتی‌گیر آزادکار اهل کشور فرانسه است.
از افتخارات وی می‌توان به کسب مدال برنز قهرمانی کشتی جهان ۲۰۲۴ اشاره کرد.